# موديبو سانيان
موديبو سانيان (بالفرنسية: Modibo Sagnan) هو لاعب كرة قدم فرنسي من أصل بوركيني ومالي في مركز قلب الدفاع ولد في يوم 14 أبريل 1999 في مدينة سان دوني. يلعب حالياً مع نادي ريال سوسيداد وسبق له اللعب مع نادي لانس ونادي ميرانديس. يبلغ طوله 187 سم.